# Boteå kyrka
Boteå kyrka är en kyrkobyggnad i Boteå socken. Den är församlingskyrka i Boteå församling i Härnösands stift.

## Kyrkobyggnaden
Kyrkan byggdes troligen på 1100-talet[källa behövs] vilket gör den till en av de äldsta medeltida stenkyrkorna i Ådalen. Vid 1400-talets mitt byggde man till en korsarm åt söder. Under 1500-talet försågs innertaket med tre stjärnvalv. 1660 tillbyggdes en ny sakristia av sten.
1788 byggdes en fristående klockstapel av byggmästare Eurenius. Under 1800-talet kläddes den in med vitmålad panel. Stapelns lillklocka är daterad till 1670.

## Inventarier
- Dopfunten är från senare delen av medeltiden, troligen 1500-talet.
- Altaruppsatsen har drag av barock och rokoko och är troligen tillverkad av Johan Edler d.ä.
- Predikstolen är från 1765. Okänt vem som byggde den.
- I kyrkan har funnits kyrksilver med flera medeltida rariteter, däribland paten av förgyllt siver från 1400-talet och en vinkanna från Hamburg tillverkad vid 1600-talets början. Alltsammans stals vid inbrott.
- Den nuvarande orgeln togs i bruk 2018 och är byggd av Fratelli Ruffatti, Italien.

| Man I. Huvudverk    | Man II. Svällverk | Pedal      | Koppel: |
| ------------------- | ----------------- | ---------- | ------- |
| Principal 8'        | Rorhflöte 8'      | Subbas 16' | II/I    |
| Gedackt 8'          | Viola gamba 8'    | Gedackt 8' | II/P    |
| Octave 4'           | Voix céleste 8'   | Flute 4'   | I/P     |
| Transverse flute 4' | Venetian flute 4' | Fagott 16' |         |
| Superoctave 2'      | Piccolo 2'        |            |         |
| Mixture IV          | Cornet II         |            |         |
|                     | Trompettdouce 8'  |            |         |
|                     | Tremolo           |            |         |